# 帕尔马洗礼堂

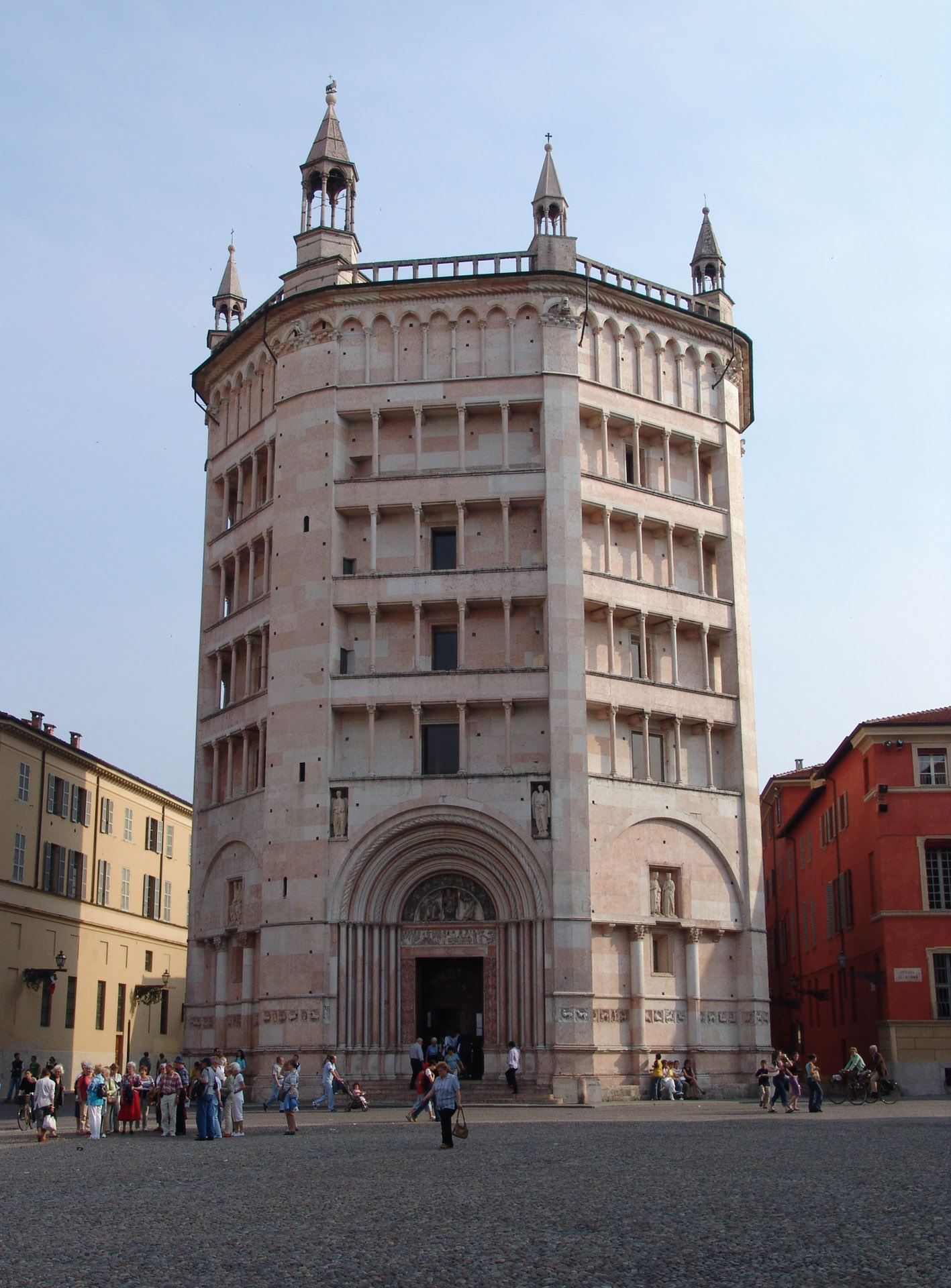
帕尔马洗礼堂

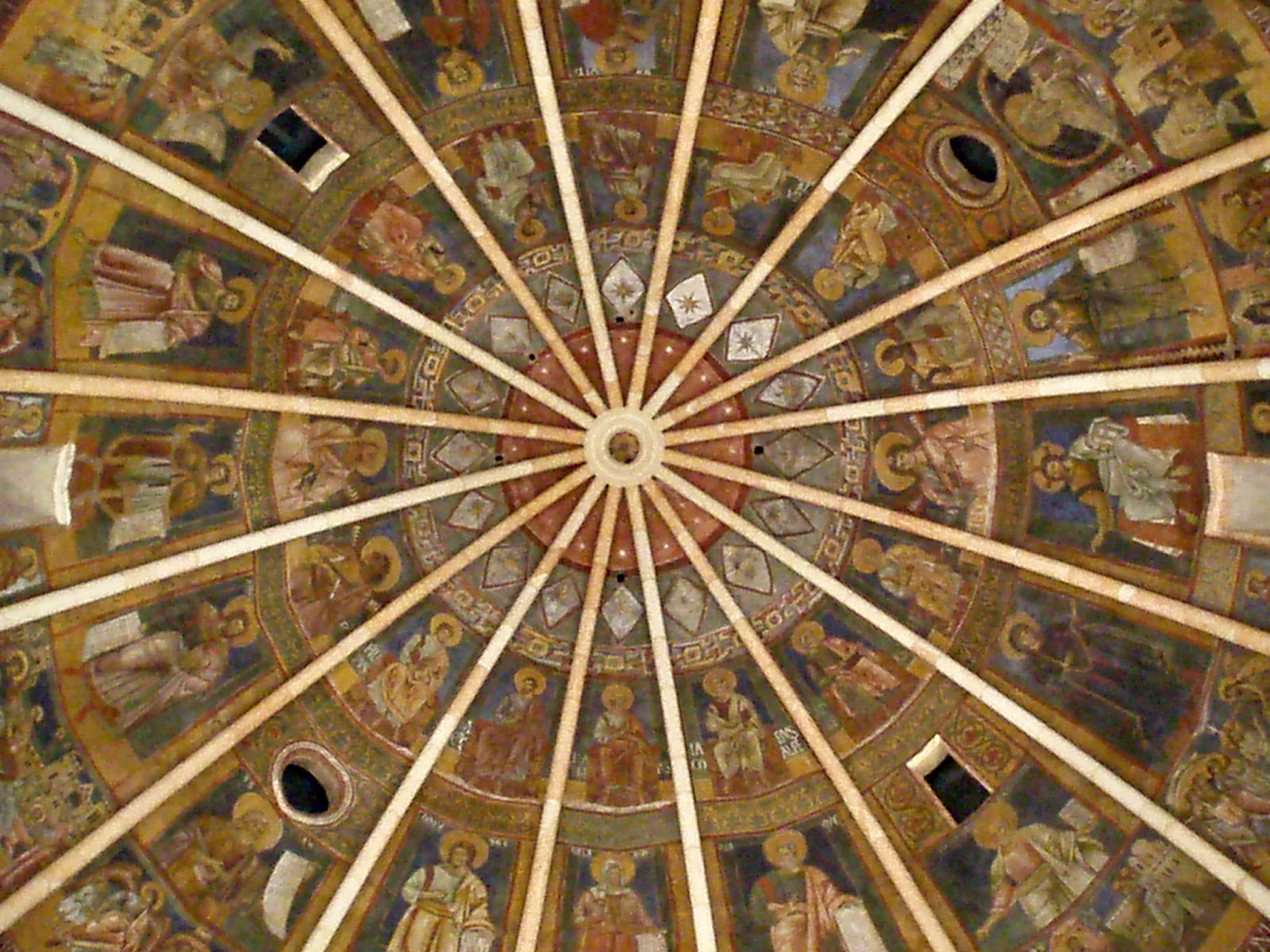
穹顶天花板

帕尔马洗礼堂 (義大利語：Battistero di Parma) 是意大利帕尔马的一座宗教建筑，帕尔马主教座堂的洗礼堂。在建筑上，它标志着罗曼式与哥特式风格之间的过渡，被认为居于欧洲最重要的中世纪古迹之列。
1196年，帕尔马市议会委托Benedetto Antelami修建帕尔马洗礼堂。这是一座八角形建筑，外表为粉红色的维罗纳大理石，内部有16个拱，装饰以13世纪和14世纪的壁画和绘画。然而，最引人注目的部分，是其穹顶天花板。